# Cal-Tex Semiconductor
Cal-Tex Semiconductor, Inc. – amerykański producent kalkulatorowych i zegarowych układów scalonych, powstały w 1971 roku. Siedzibą przedsiębiorstwa była Santa Clara w Kalifornii. W 1975 roku został przejęty przez przedsiębiorstwo Fairchild Semiconductor.

## Wybrane produkowane układy

### Układy zegarowe
Fairchild po przejęciu Cal-Tex nadal produkowało niektóre układy zegarowe pod zmienionymi nazwami.

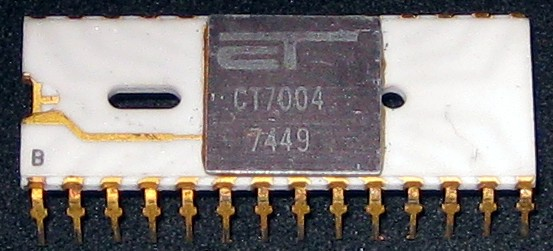
Układ scalony CT7004

| Oznaczenie Cal-Tex | Oznaczenie Fairchild | Przeznaczenie          | Format daty | Uwagi               |
| ------------------ | -------------------- | ---------------------- | ----------- | ------------------- |
| CT6002             | –                    | wyświetlacz LCD        | b.d.        | zasilanie bateryjne |
| CT7001             | FCM7001              | wyświetlacz LED        | amerykański |                     |
| CT7002             | FCM7002              | Kod BCD                | amerykański |                     |
| CT7003             | FCM7003              | wyświetlacz jarzeniowy | amerykański |                     |
| CT7004             | FCM7004              | wyświetlacz LED        | europejski  |                     |

### Układy kalkulatorowe

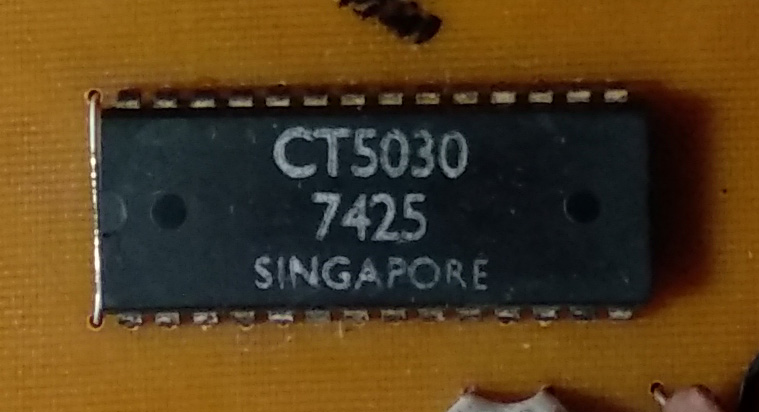
Układ scalony CT5030 w kalkulatorze Elwro 105LN-A

| Model  | Funkcje             | Logika                   | Ilość cyfr | Punkt dziesiętny      | Obudowa | Uwagi                        |
| ------ | ------------------- | ------------------------ | ---------- | --------------------- | ------- | ---------------------------- |
| CT5001 | CCE +/=-×÷          | artymetyczna             | 8-12       | przełączany 0/2/3/4   | DIP40   |                              |
| CT5002 | CCE +/=-×÷          | artymetyczna             | 8-12       | przełączany 2/4       | DIP40   | zasilanie 6V                 |
| CT5005 | CCE +/=-×÷ -M+MRMCM | artymetyczna             | 12         | przełączany 0/2/3/4/5 | DIP28   | pamięć                       |
| CT5007 | CCE +/=-×÷          | artymetyczna             | 12         | b.d.                  | DIP28   | niskonapięciowy              |
| CT5012 | CCE +/=-×÷          | artymetyczna             | 12         | przełączany 0/2/3/4   | DIP40   | obniżony pobór prądu         |
| CT5030 | CCE +/=-×÷ %        | artymetyczna             | 8-12       | automatyczny          | DIP28   |                              |
| CT5031 | CCE +-×÷=           | algebraiczna uproszczona | 8          | automatyczny          | DIP28   | niski pobór prądu, self-test |
| CT5032 | b.d.                | b.d.                     | 12         | b.d.                  | b.d.    | pamięć, średnia              |
| CT5037 | b.d.                | b.d.                     | 8          | b.d.                  | b.d.    | pamięć                       |

### Pozostałe układy
- CT8701[4] – pamięc RAM, 1000 bitów

## Ciekawostki
Układ CT5001 używany był w polskim kalkulatorze Elwro 105LN, a CT5030 w Elwro 105LN-A.